# Kishiwada
Kishiwada (japanisch 岸和田市, -shi) ist eine Stadt in der Präfektur Osaka auf Honshū, der Hauptinsel von Japan.

## Geschichte
Im Mittelalter unterstand der Ort einer Familie mit demselben Namen. Später residierte die Miyoshi dort. Im Jahr 1582 baute Nakamura Kazuuji dort eine Burg, die aber Daimyō  Koide nach der Schlacht von Sekigahara erhielt. Anschließend residierten dort von 1619 bis 1640 die Matsudaira (Matsui) und dann bis 1868 die Okabe.
Seit Anfang des 19. Jahrhunderts ist Kishiwada bekannt für seine Izumi-Baumwolle. In letzter Zeit entstanden Industriekomplexe für Holz, Stahl auf dem vom Meer abgewonnenen Land. Landwirtschaftliche Produkte sind Reis, Zwiebeln und Mandarinen.  

## Sehenswürdigkeiten

Danjiri auf dem Kishiwada-Fest

Die bedeutenden Burganlage ist – mit wieder hergestelltem Burgturm – erhalten.
Berühmt ist diese Stadt wegen ihres Danjiri-Festes, das jährlich im September stattfindet. Hierbei werden große Festwagen an langen Seilen durch die Stadt gezogen.

## Verkehr
- Zug:
  - Nankai-Hauptlinie
  - JR Hanwa-Linie

- Straße:
  - Hannan-Autobahn
  - Nationalstraße 26,170

## Söhne und Töchter der Stadt
- Hamada Kōsaku (1881–1938), Archäologe
- Hiroko Koshino (* 1937), Modeschöpferin
- Junko Koshino (* 1939), Modedesignerin
- Miki Matsubara (1959–2004), Sängerin
- Ryō Hatsuse (* 1997), Fußballspieler
- Sōta Yamamoto (* 2000), Eiskunstläufer
- Shūhei Kawasaki (* 2001), Fußballspieler

## Weblinks

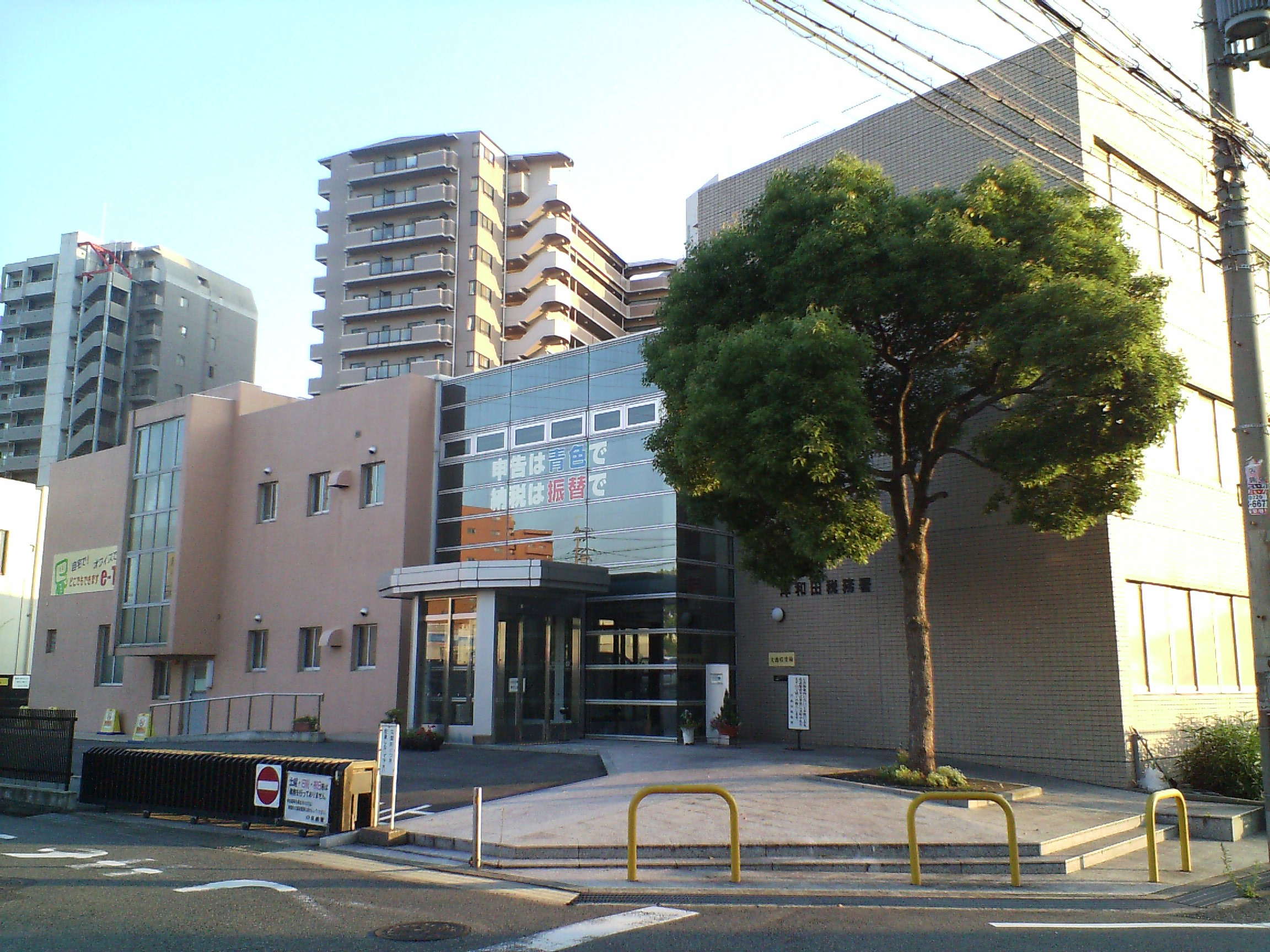
Osaka Regional Taxation Bureau Kishiwada Tax Office Habu-cho, Stadt Kishiwada

## Angrenzende Städte und Gemeinden

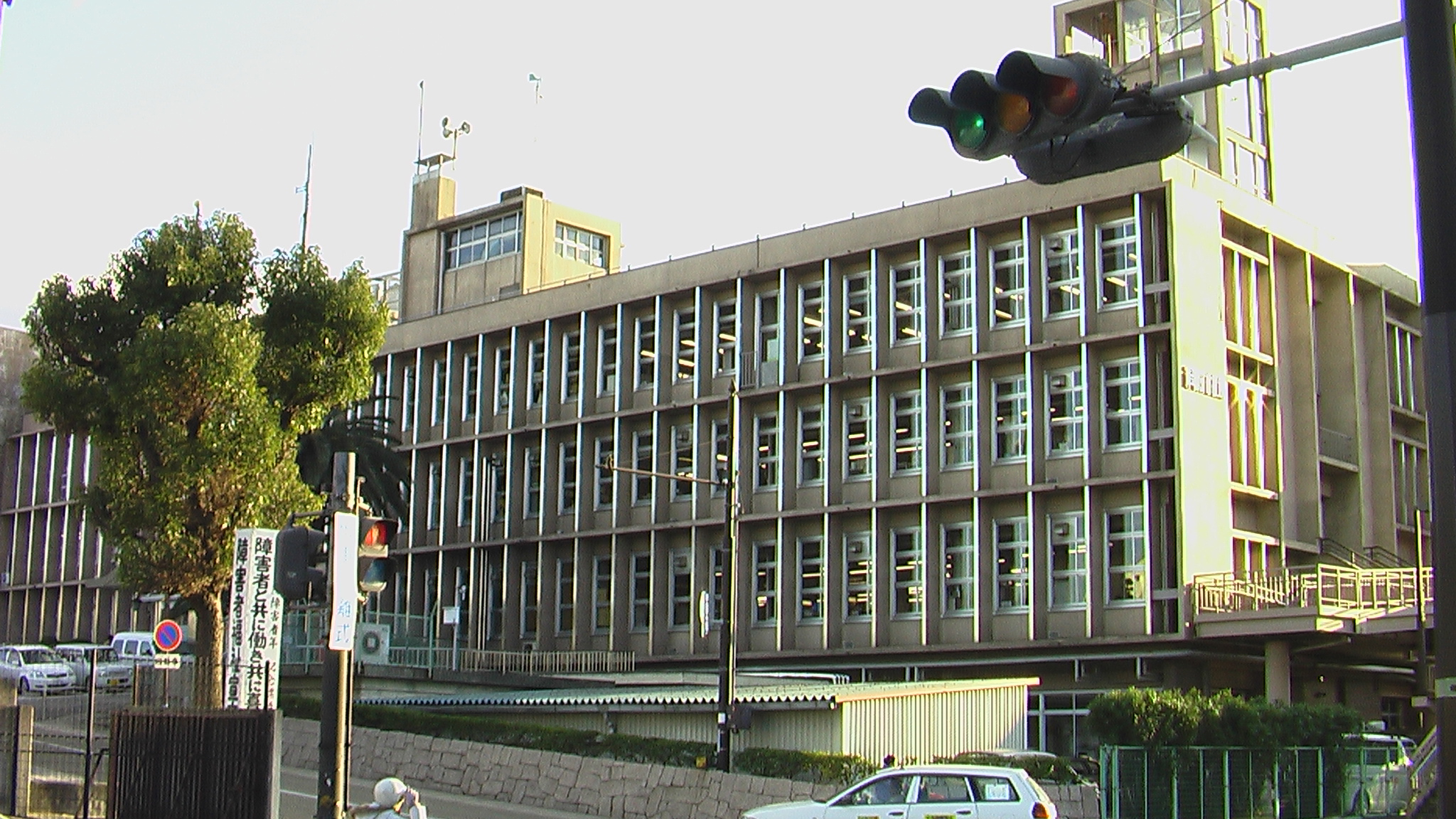
Rathaus von Kishiwada

- Präfektur Osaka
  - Izumi
  - Kaizuka
  - Tadaoka
- Präfektur Wakayama
  - Kinokawa
  - Katsuragi